# ریچارد یورک
ریچارد یورک (به انگلیسی: Richard York) بازیکن فوتبال زادهٔ ۲۵ آوریل ۱۸۹۹ اهل کشور انگلستان که سابقهٔ بازی در تیم ملی فوتبال انگلستان را در کارنامهٔ خود دارد. وی در تاریخ ۸ آوریل ۱۹۲۲ نخستین بازی ملی خود را در مقابل تیم ملی فوتبال اسکاتلند انجام داد و با حضور در ۲ بازی ملی، در تاریخ ۱۷ آوریل ۱۹۲۶ واپسین بازی ملی‌اش را در برابر تیم ملی فوتبال اسکاتلند برگزار کرد.